# Rivaldo González Kiese
Rivaldo González Kiese (n. Asunción, Paraguay, 23 de diciembre de 1987) y es un futbolista paraguayo naturalizado español. Juega de mediocampista y actualmente milita en Sacachispas de la UDS. A pesar de que nació en Paraguay, realizó la mayor parte de su carrera en Italia.

## Clubes
| Club                | País      | Año           |
| ------------------- | --------- | ------------- |
| FC Unione Venezia   | Italia    | 2003 - 2005   |
| Genoa FC            | Italia    | 2005 - 2006   |
| Avellino            | Italia    | 2006 - 2007   |
| AC Lugano           | Suiza     | 2007 - 2008   |
| Potenza SC          | Italia    | 2008          |
| SPAL                | Italia    | 2008 - 2009   |
| AS Gubbio           | Italia    | 2009 - 2010   |
| Patronato de Paraná | Argentina | 2011          |
| AS Bari             | Italia    | 2011-2012     |
| Deportivo Capiatá   | Paraguay  | 2013-2014     |
| River Plate Ecuador | Ecuador   | 2014-presente |